# No-One but You (Only the Good Die Young)
„No-One But You (Only the Good Die Young)“ je skladba nahraná zbývajícími třemi členy britské rockové skupiny Queen v roce 1997 šest let po smrti zpěváka Freddie Mercuryho v roce 1991. Kytarista Brian May – autor skladby – a bubeník Roger Taylor zpívají hlavní vokály. Skladba vyšla na albu album Queen Rocks.
Tuto skladbu složil kytarista Brian May jako poklonu Freddiemu a je věnována jak jemu, tak i ostatním lidem, kteří zemřeli před tím, než „nadešel jejich čas“.[zdroj?] Brian May v roce 1997 řekl: „Je to poklona Freddieho stylu, protože on měl velmi osobitý způsob hry jako nikdo jiný. Byl jsem si vědom toho, že v tu chvíli dělám něco z Freddieho, myslím. Napsal jsem skladbu o Freddiem. Je to také samozřejmě o spoustě dalších lidí… Většinu jsem napsal v době, kdy jsme odhalovali jeho sochu, která stojí na břehu Ženevského jezera ve Švýcarsku. Ale trocha inspirace přišla i v jiných dobách.“[zdroj?]
Tato píseň je také poslední, kterou ve studiu baskytarista John Deacon s ostatními členy nahrál, poté se stáhl z veřejného života. Ve stejném roce pak s kapelou a Eltonem Johnem naposledy vystoupil v Paříži, kde společně zahráli píseň The Show Must Go On.

## Česká verze
Pod názvem „Jsou dál, jsou“ s textem Pavla Vrby ji v roce 2009 nazpívali Petra Janů a Petr Kolář.

## Obsazení nástrojů
- Brian May – hlavní zpěv, elektrická kytara (Red Special), klavír, doprovodné vokály
- Roger Taylor – bicí, hlavní zpěv, doprovodné vokály
- John Deacon – basová kytara